# Sabyrkhan Ibraev
Sabyrkhan Ibraev (em língua cazaque, Сабырхан Ибраев - Almaty, 22 de março de 1988) é um futebolista cazaque que milita no FC Tobol. Atua como meio-campista.